# Confusion Is Sex
Albums de Sonic Youth
Sonic Youth
(1982) Kill Yr Idols
(1983)
Confusion Is Sex est le premier album du groupe Sonic Youth. Il est sorti pour la première fois en 1983 sur les labels Neutral et Zensor, puis a été réédité en 1987 par le label SST et en 1995 par Geffen, avec l'EP Kill Yr Idols en bonus.
L'ambiance chaotique (sous la houlette des guitares "préparées" selon la technique du Third bridge à l'aide d'un objet métallique placé entre les cordes et le manche) qui se dégage de ce premier "vrai" opus inaugure de manière directe le style tranchant de Sonic Youth, encore à ses balbutiements.

## Enregistrement
La réalisation de l'album s'est tenue dans les locaux d'un immeuble à Chelsea (Manhattan), aménagés en studio par Wharton Tiers, surintendant des lieux.

Singulièrement marqué par la participation du batteur Jim Sclavunos, l'enregistrement se soldera cependant par son départ prématuré, pour causes de mésententes musicales, au profit de Bob Bert (qui apparait sur les seuls Making the Nature Scene et I Wanna Be Your Dog, reprise des Stooges enregistrée lors d'un live datant de novembre 1982, dans la ville de Raleigh).
La chanson Lee is Free fut enregistrée par Lee Ranaldo seul à l'aide d'un multipiste, et à l'instar de l'instrumental Freezer Burn, jamais reprise en concert.
La pochette est un portrait de Thurston Moore réalisé par Kim Gordon qui sera également utilisé sur leurs premières affiches promotionnelles.

## Titres
1. (She's in a) Bad Mood - 5:36
2. Protect me You - 5:28
3. Freezer Burn/I Wanna Be Your Dog - 3:39
4. Shaking Hell - 4:06
5. Inhuman - 4:06
---
6. The World Looks Red - 2:43
7. Confusion is Next - 3:28
8. Making the Nature Scene - 3:01
9. Lee Is Free - 3:37

- On peut noter de manière amusante la liste des titres volontairement désordonnée, au dos de certains pressages de l'album (vinyle et CD), laquelle débute par Inhuman et se termine par Shaking Hell[2], clin d’œil des protagonistes à cette "confusion" qui auréole l'album.

### Réédition CD de 1995 (EP "Kill Yr Idols")
1. Kill Yr Idols - 2:51
2. Brother James - 3:17
3. Early American - 6:07
4. Shaking Hell (Live) - 3:15

- Paru la même année que "Confusion is Sex", cet EP compilait les titres alors laissés de côté.

## Composition du groupe
- Kim Gordon - Basse/Chant
- Thurston Moore - Guitare/Chant
- Lee Ranaldo - Guitare
- Jim Sclavunos - Batterie
- Bob Bert - Batterie sur I Wanna be Your Dog et Making the Nature Scene